# 반스사냥개박쥐
반스사냥개박쥐(Molossus barnesi)는 큰귀박쥐과에 속하는 박쥐의 일종이다. 프랑스령 기아나의 토착종이다. 개체수 추이는 알려져 있지 않고, 희귀종으로 간주된다. 숲 파괴로 위협을 받고 있다. 코이바사냥개박쥐의 이명으로 간주하기도 한다.